# Al-Fari’a
Al-Fari’a – miejscowość w Syrii, w muhafazie Ar-Rakka, w dystrykcie Ar-Rakka. W 2004 roku liczyła 3809 mieszkańców.